# 太海村
太海村（ふとみむら）は、千葉県安房郡（長狭郡）にかつて存在した村。
1889年（明治22年）、町村制の施行に伴い設置され、昭和の大合併に伴い廃止された。
現在の鴨川市の南部に位置している。

## 地理
2017年現在の鴨川市南部にあり、市域を4つに区分した際の「江見地区」（鴨川市成立時の旧江見町域）の一部に位置付けられている。鴨川市域を町村制施行当時の町村（旧町村）によって12地区に区分する場合は「太海地区」とされ、現在の大字では太海（ふとみ）・太海浜（ふとみはま）・天面（あまつら）・江見太夫崎（えみたゆうざき）・江見吉浦（えみよしうら）・西山（にしやま）・太海西（ふとみにし）が含まれる。東南に太平洋に面しており、沿岸部には浜波太（はまなぶと）・天面・太夫崎といった漁村が展開する。また、変化に富む海岸線は景勝地としても知られる。とくに波太（なぶと）海岸には、浅井忠、石川寅治、曾宮一念、中川八郎ら多くの洋画家が訪れて風景画を描き、「西の波切に東の波太」と呼ばれた。仁右衛門島（波太島:1083）は旧太海村域にある。
1926年（大正15年）の時点では、北は峯岡山脈にあたって鴨川町・曽呂村と接し、西に江見村と接していた:1082。村は旧村に従い岡波太・浜波太・天面・太夫崎・吉浦・西山の6区に分けられていた:1082。

## 歴史

### 前近代
安房国には、石橋山の戦いに敗れて落ち延びた源頼朝にまつわる伝承地が点在するが、仁右衛門島や太夫崎もそうした伝承地である。仁右衛門島には頼朝が潜んだという洞窟があり、太夫崎からは頼朝の乗用となった名馬「太夫黒」を産したという。太夫崎には「名馬川」という川が流れる。
近代の太海村は、6つの旧村を合わせて長狭郡に設置された村であるが、その南部2か村（吉浦・太夫崎）はもともと朝夷郡に属していた。江戸時代後期には、長狭郡側4か村（岡波太・浜波太・天面・西山）は上総国勝浦藩（のち武蔵国岩槻藩）大岡家の領地、朝夷郡側2か村は代官領や旗本領として変遷した:1082。幕末期には岩槻藩により、浜波太（仁右衛門島か）や天面に台場が設けられている。

### 近代
明治初年、長狭郡側は花房藩領、朝夷郡側は長尾藩領となった:1082。
1878年（明治11年）、千葉県に郡区町村編制法が施行されると、天面村・西山村の連合（連合戸長役場）、岡波太村・浜波太村の連合、朝夷郡吉浦村・太夫崎村の連合が成立。1884年（明治17年）に戸長役場の管轄変更が行われた際、天面村・西山村・岡波太村・浜波太村が一つの連合となり（天面村外4か村戸長役場:1083）、朝夷郡側の吉浦村・太夫崎村は西江見村など朝夷郡側の村々と連合した（西江見村外8か村戸長役場:1083）。
1889年（明治22年）、町村制の施行により、長狭郡天面村・西山村・岡波太村・浜波太村、および朝夷郡吉浦村・太夫崎村が合併し、長狭郡太海村が発足。郡界変更をともなう合併が行われた理由について「町村分合資料」では、吉浦村・太夫崎村が東江見村・西江見村と山を挟んで隔たっている点や、太夫崎村と天面村ではそれぞれの村に属する人家が隣接している点、太夫崎村・天面村・西山村の境界が錯綜している点が挙げられている。
「太海」という村名は、合併に際して新たに選ばれたものである。「町村分合資料」によれば、「太平海」（太平洋）に面した村であることと、「海産ノ豊太」（海産物の豊かさ）を願うことから名付けられた。
1924年（大正13年）7月15日、北条線（現内房線）江見駅 - 太海駅間の延伸開業にともない太海駅が開業した。
1955年（昭和30年）、 江見町・曽呂村と合併し、新設された江見町の一部となった。これにより、かつて越郡合併を行った吉浦・太夫崎は再び江見と同じ自治体に属することとなった（現在の大字名は江見吉浦、江見太夫崎）。
その後、この地域は1971年（昭和46年）に鴨川市の一部となった。

### 行政区画・自治体沿革
- 1889年（明治22年）4月1日 - 町村制の施行により天面村、西山村、岡波太村、浜波太村、吉浦村、太夫崎村が合併して長狭郡太海村が発足。
- 1897年（明治30年）4月1日 - 長狭郡が安房郡に編入。
- 1955年（昭和30年）3月31日 - 江見町、曽呂村と合併し、改めて江見町を新設。同日太海村廃止。

## 経済
1888年（明治21年）に記された「町村分合資料」によれば、住民はおおむね漁業と農業で生計を立てていたとある。1926年（大正15年）の『安房郡誌』によれば、村民の主なる生業は水産業で、農業がこれに次ぐとされ、「漁業は本村の生命なりと謂ふべし」とある:1083。
江戸時代末期、房総地域ではアワビの潜水漁が盛んにおこなわれていた。浜波太村では、近隣の村民が素潜りでアワビ漁を行うのみならず、遠く伊豆国賀茂郡からも潜水漁師（海士＝あま）を雇用していた記録がある。

## 教育
- 太海小学校
  - 1874年（明治7年）に設立された天面小学校と波太小学校をルーツとする[11]。1889年（明治22年）に太海尋常小学校となる。当初は旧天面小学校を本校、旧波太小学校を分教場としていたが[11]、1907（明治40年）に天面の新たな敷地に移転し、以後長く地域の教育を担った[11]。鴨川市の一部となってからは鴨川市立太海小学校という名称になっていたが、2015年3月に閉校[11]。

## 交通

### 鉄道

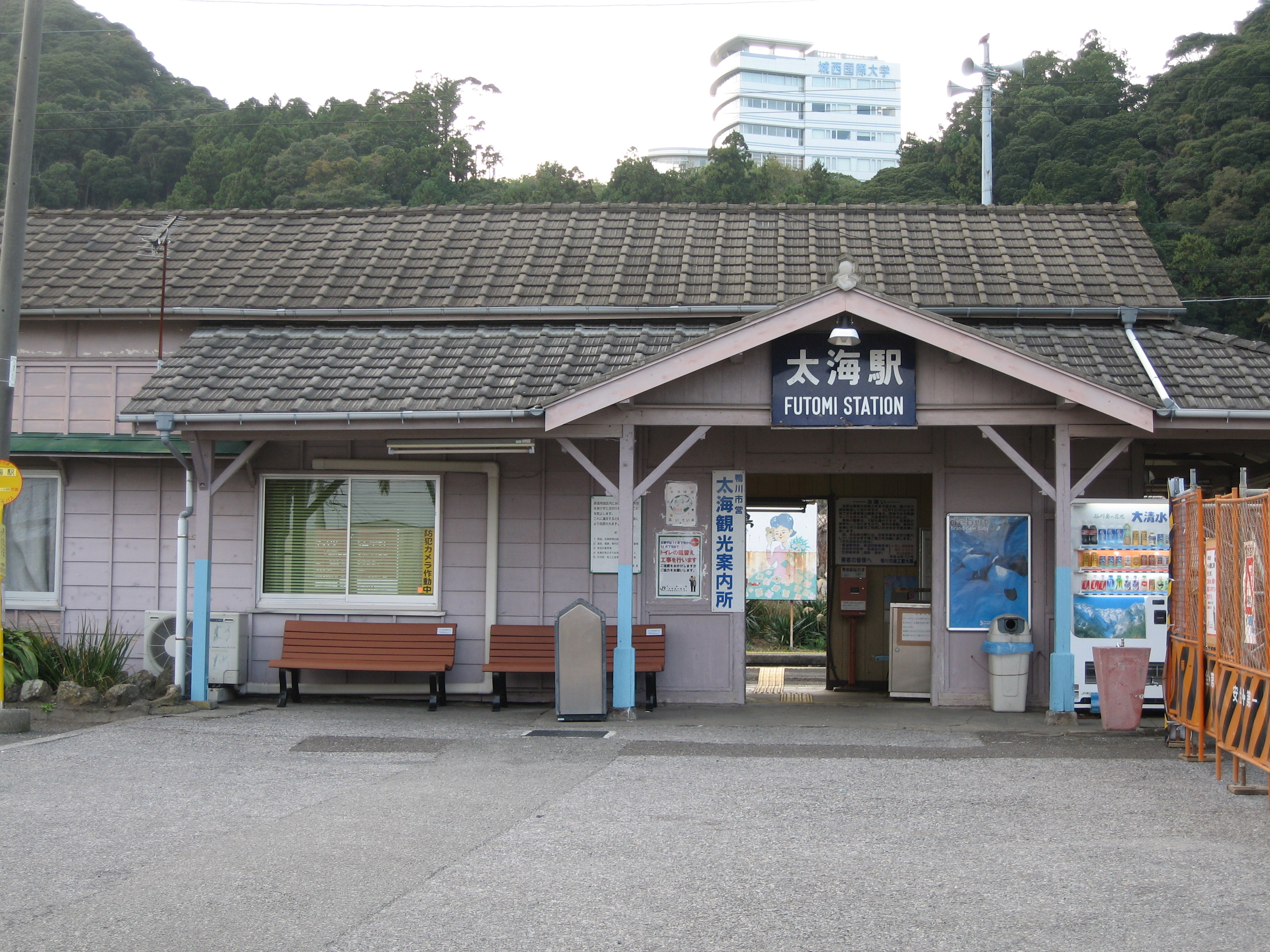
木造の太海駅舎（2006年11月）

- 国鉄（現JR東日本）
  - 内房線：太海駅

### 道路
- 国道128号

## 名所・旧跡・祭事
- 仁右衛門島[6]:1083（浜波太）
- 太夫崎洞[6]:1083（太夫崎）

## 文化

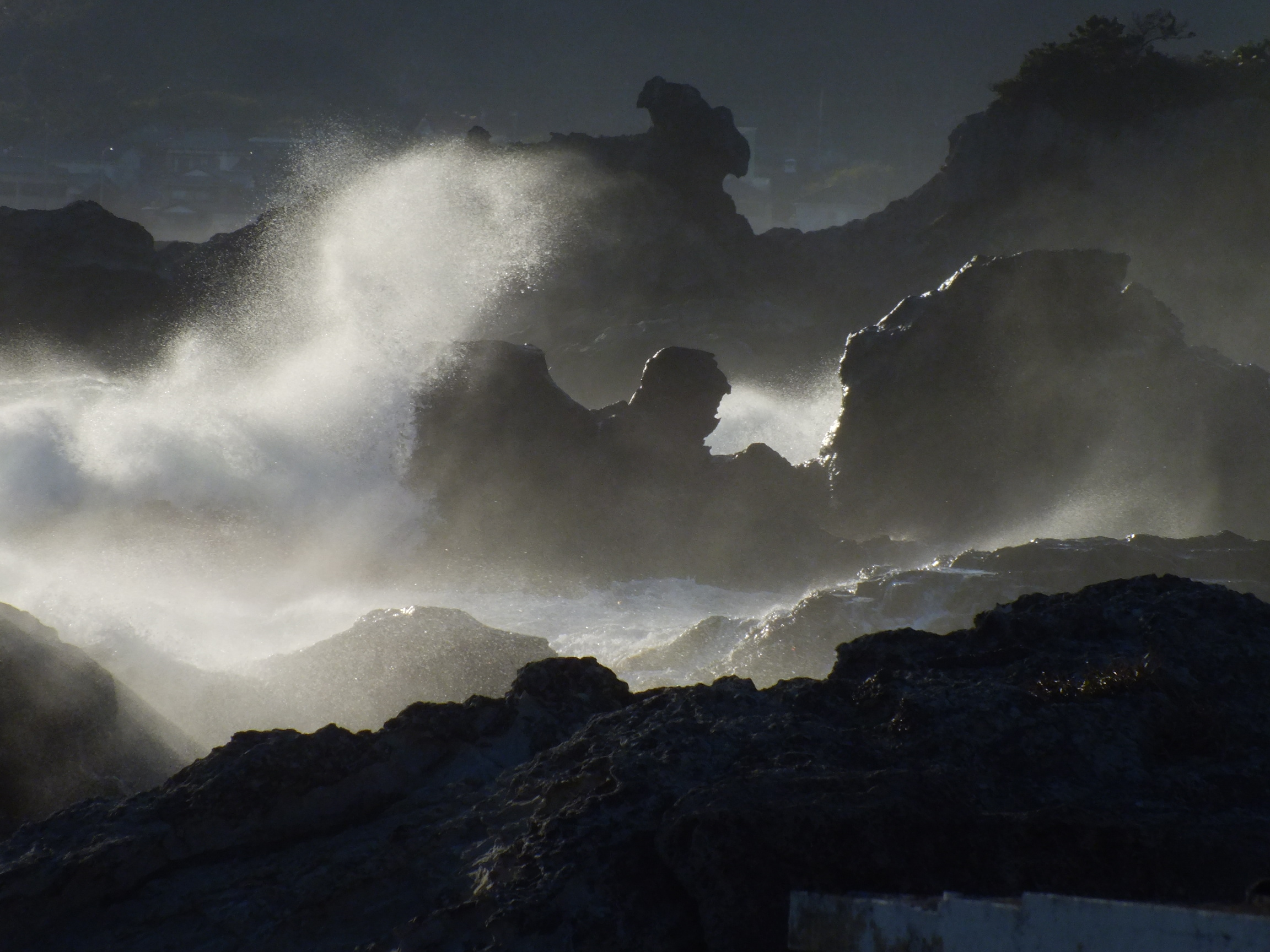
奇岩が連続する太海海岸。多くの文人墨客に画材を提供した。

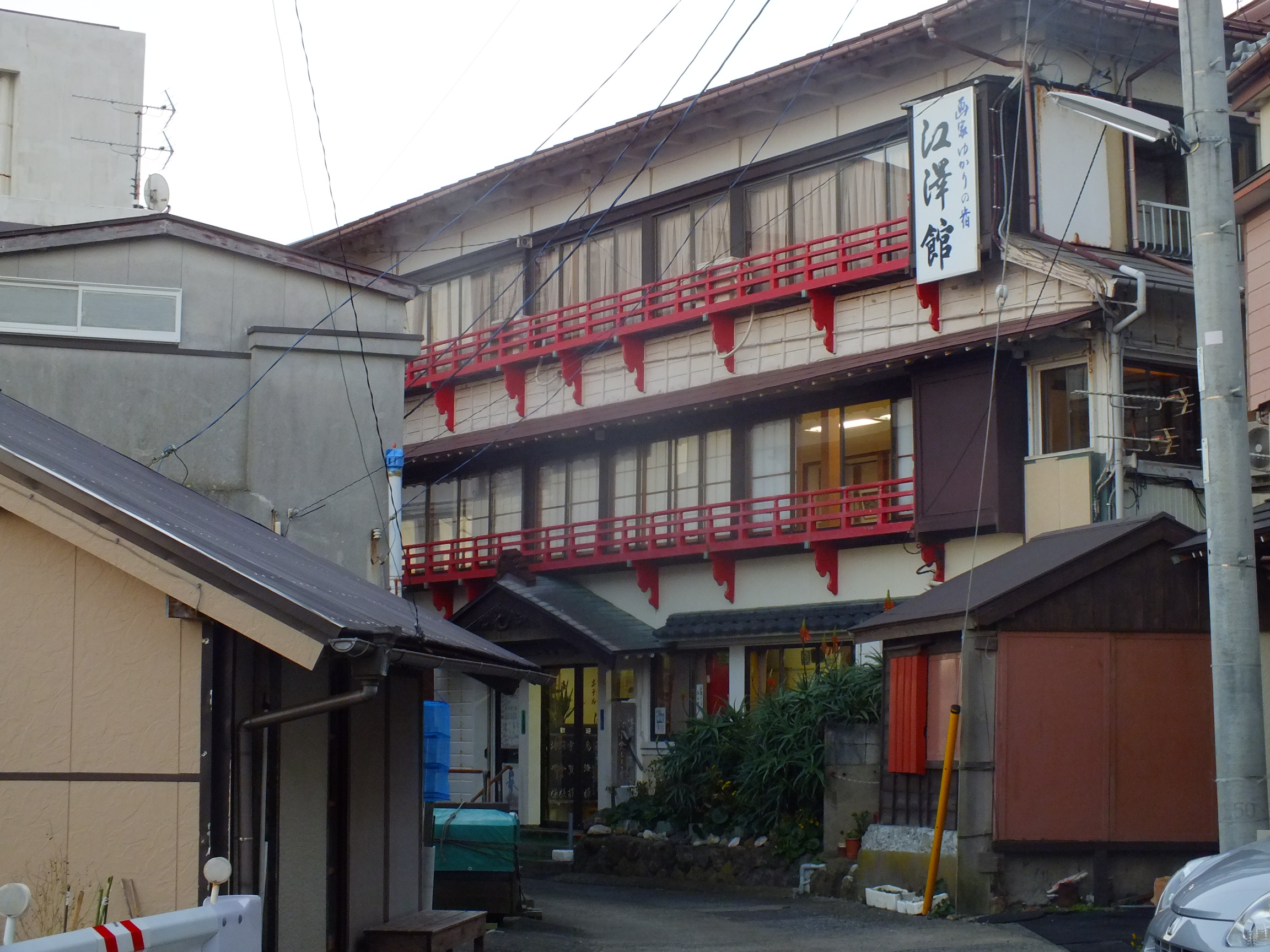
石川寅治と中川八郎を泊めた江澤館。当時は造船所を経営していた民家であった。二人の画家との出会いがきっかけで旅館業に転じ後には安井曾太郎、つげ義春、曾宮一念も宿泊した。

### 波太海岸と洋画
波太海岸は、多くの洋画家が訪れて風景画を描いたことで知られる。写生旅行を繰り返した浅井忠が1888年（明治21年）に鉛筆スケッチ「房州波太村」（千葉県立美術館蔵）を描いたのが、写生地として波太海岸が知られる契機となった。
2017年時点でも太海で旅館を営む江澤館は、もともと船大工を営んでいたが、明治末期から画家を宿泊させるようになり、1913年（大正2年）に旅館に転業した。房総で鉄道が開通し交通の利便性が増したことや、浅井の流れを汲む太平洋画会（石川寅治、中川八郎ら）が写生地として選んだことも、写生地としての確立に貢献した。当地で描かれた作品には、以下のようなものがある。
- 浅井忠『房州波太村』[5]
- 安井曽太郎『外房風景』[5]
- 櫻田精一『太海』[5]
- 林倭衛『太海』[5]
- 小堀進『真夏の海（太海）』[5]
- 曾宮一念『波太漁家』